# だます女だまされる女
『だます女だまされる女』（だますおんなだまされるおんな）は、日本テレビ系で放送されたサスペンスドラマシリーズである。全9回。

## 概要
消費生活センターの消費生活相談員が、消費者問題にまつわる殺人事件の真相を究明していく。各種悪徳商法がドラマの柱となっている。
第1・2作までは練馬区が舞台だったが、第3作以降は江東区亀戸を舞台としている。
2000年から2005年までに8作品が放送された。
後継のDRAMA COMPLEXに切り替わった際、それまでの枠で放送されたシリーズは終了した扱いとされたため、第9作は初放送前に改題の必要性が生じ、「シロサギは静かに笑う」と題されて放映された。

## キャスト

### 第1・2作
- 日高晴奈（消費生活センター相談員・主人公）：竹下景子
- 笠松哲之（バイク整備士）：布施博
- 信藤刑事：河原さぶ
- 奥野刑事：小原雅人

### 第3作 -
- 石毛まどか（消費生活センター相談員・主人公）：余貴美子
- 沢田健一（東亀戸署刑事）：布施博
- 須藤敏子（消費生活センター相談員）：角替和枝
- 石毛勝生（まどかの夫・理容店店主）：中村梅雀
- 石毛翔（まどかの息子）：下村洋平（第4作 - ）
- 江口（消費生活センター　所長）：鶴田忍
- 木村由美（消費生活センター相談員）：小柳友貴美
- 神保警部：坂田雅彦
- 谷刑事：堀勉
- 中川嘉男（理髪店の常連）：渡辺哲
- 川村多恵（まどかの母）：佐々木すみ江（第6作 - ）

## 放映リスト
第1作「消費生活相談vs悪徳商法の女社長」（2000年10月24日放映）
- ゲスト
  - 佐々木晶子：永島暎子
  - 渡辺梓、小沢和義、羽場裕一、細山田隆人、荒木優騎、松井紀美江、高崎隆二、水島涼太、酒井麻吏、沼崎悠、小川信行、三田村周三、高田敏江

第2作「一枚のチラシがもたらす地獄」（2001年4月24日放映）
- ゲスト
  - 　余貴美子、生瀬勝久、根岸季衣、大鷹明良、三田村賢二、中原郁、紫とも、椎名泰三、藤真秀、岡村英梨

第3作「危険な同窓会」（2001年12月4日放映）
- ゲスト
  - 　川上麻衣子、天宮良、中西良太、筒井真理子、尾上紫、中野若葉、舟木幸、北河多香子

第4作「年金をはたいて愛を買う老人の孤独」（2002年5月21日放映）
- ゲスト
  - 　矢野繁子：加藤治子
  - 　井沢健吾：高橋和也
  - 　町内会長：織本順吉
  - 　武野功雄、今井和子、浅見小四郎、久松夕子、増子倭文江、新納敏正、森康子、鈴木翔吾、阪上和子

第5作「四つ葉のクローバーは不幸の告知」（2003年2月25日放映）
- ゲスト
  - 　中谷深雪：渡辺梓
  - 　長瀬史子：西尾まり
  - 　宮口遥子：小柳ルミ子
  - 　甲本雅裕、沖直未、安藤一夫、松井紀美江、大村波彦、唐木ちえみ

第6作「耳飾り」（2003年8月26日放映）
- ゲスト
  - 　片倉敏通：隆大介
  - 　辻村弥生：水谷妃里
  - 　真壁亨：草野康太
  - 　叶社長：佐藤二朗
  - 　磯崎かなえ：大西結花
  - 　マサト：歌津圭一郎
  - 　サヤカ：深谷愛
  - 　相談者：見栄晴
  - 　辻村美佐：藤真利子

第7作「花嫁の肌を襲う元愛人の復讐エステ」（2004年7月20日放映）
- ゲスト
  - 　草薙みち：島田楊子
  - 　木元沙恵：黒沢あすか
  - 　須藤：ベンガル
  - 　藤井紀子：根岸季衣
  - 　大村彩子、河原崎建三、高橋一興、かわいのどか

第8作「結婚相談所のサクラ会員殺しに歪んだ夫婦愛」（2005年2月15日放映）
- ゲスト
  - 　刈谷杏子：石井苗子
  - 　寺島瑞穂：青田典子
  - 　藤原俊介：浜田学
  - 　藤原俊治：並樹史朗
  - 　叶真知子：大島蓉子
  - 　藤原朋美：原日出子
  - 　川俣しのぶ、鷹城佳世、外波山文明、大村波彦、飯塚昭三

第9作「シロサギは静かに笑う」（2006年6月13日放映）
- ゲスト
  - 　尾崎隆：保阪尚希
  - 　 赤座美代子、山口美也子、浅見小四郎、田付貴彦、田嶋基吉、谷本小代子、荒木優騎、千葉裕子、辰巳蒼生、染谷将太、松澤仁晶

## スタッフ
- 脚本 - 宇山圭子
- 監督 - 松島哲也（1.2）、猪崎宣昭（3.4.5）、黒沢直輔（6-）
- 音楽 - 糸川玲子
- 選曲 - 合田豊（1-8）、合田麻衣子（9）
- 技術協力 - ビデオフォーカス
- 美術協力 - テレビ朝日クリエイト（1.2）
- 装飾 - 京映アーツ（8.9）
- プロデュース
  - Gカンパニー - 元信克則（1-5）、見留多佳城（1.2、6-）、古賀倫明（6-）、朝妻秀明（6-）、神崎良（8-）
  - 日テレ - 佐光千尋、荻野哲弘（8-）、大野哲哉（9）
- 製作著作 - Gカンパニー